# Saint-Grégoire (Ille i Vilaine)
Saint-Grégoire (bretó Sant-Gregor) és un municipi francès situat al departament d'Ille i Vilaine i a la regió de Bretanya. L'any 2006 tenia 8.587 habitants.

## Demografia
| 1962                                       | 1968  | 1975  | 1982  | 1990  | 1999  |
| ------------------------------------------ | ----- | ----- | ----- | ----- | ----- |
| 1.462                                      | 2.086 | 2.461 | 3.856 | 5.816 | 7.977 |
| Des de 1962: població sense dobles comptes |       |       |       |       |       |

## Administració
| Període   | Identitat              | Partit        |
| --------- | ---------------------- | ------------- |
| 1944-1959 | Jean Baptiste Primault |               |
| 1971-1999 | Paul Ruaudel           |               |
| 1999-2008 | René David             | Divers droite |
| 2008-     | Pierre Breteau         | UMP           |